# نيسان كاشكاي
نيسان كاشكاي (بالإنجليزية: Nissan Qashqai)‏ هي سيارة من صناعة نيسان موتورز أنتجت في 2007.

## معرض صور

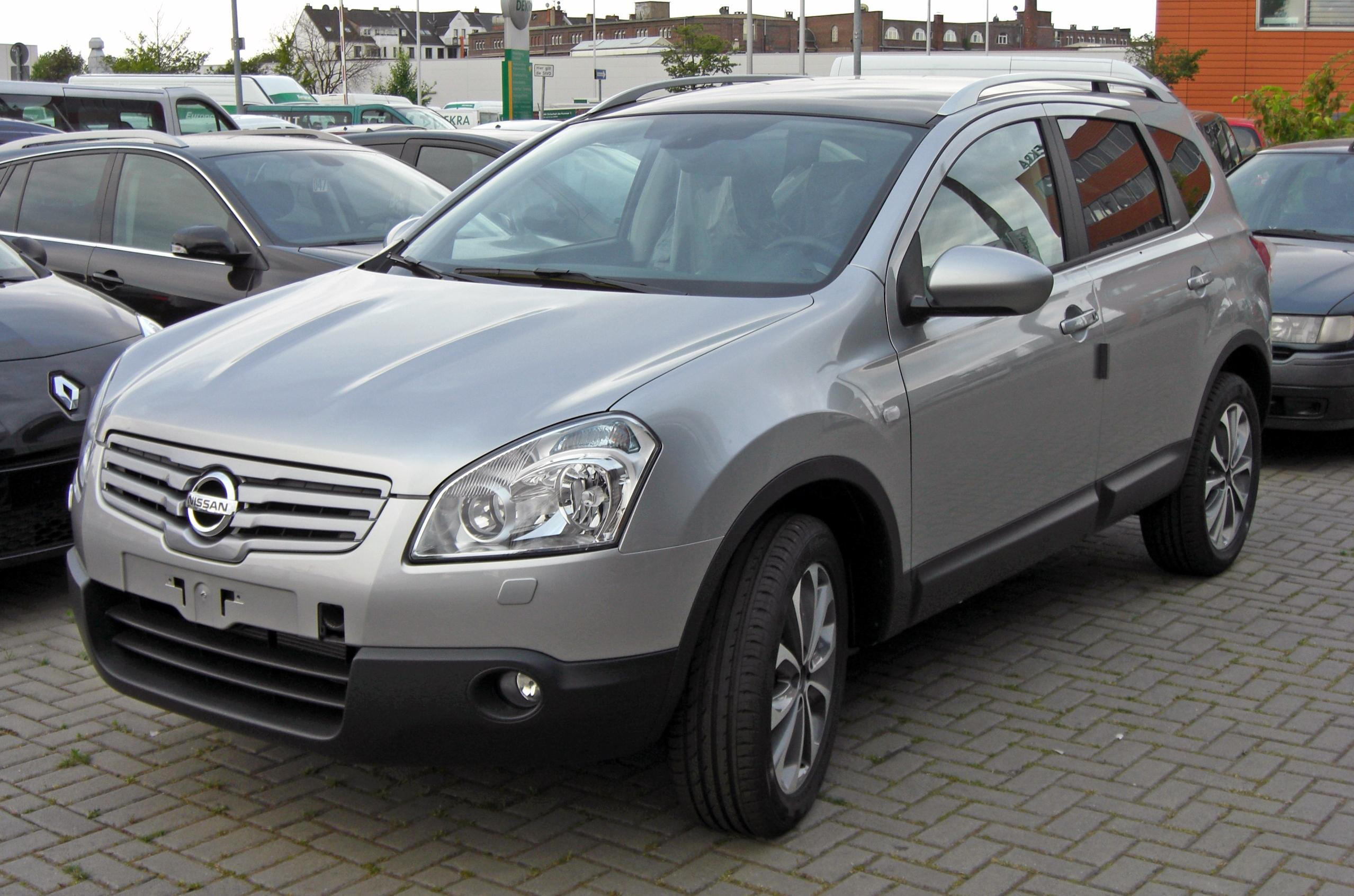
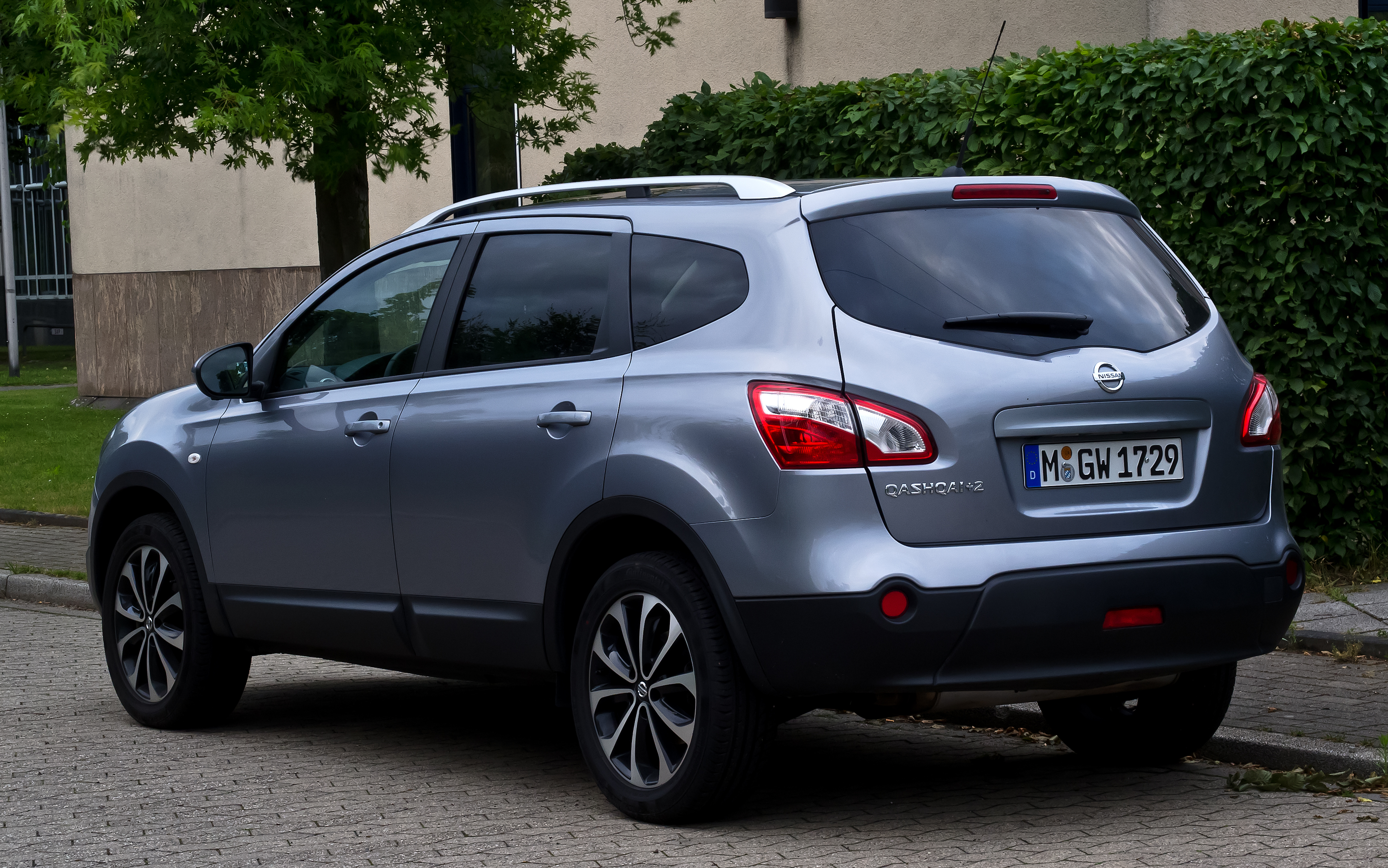
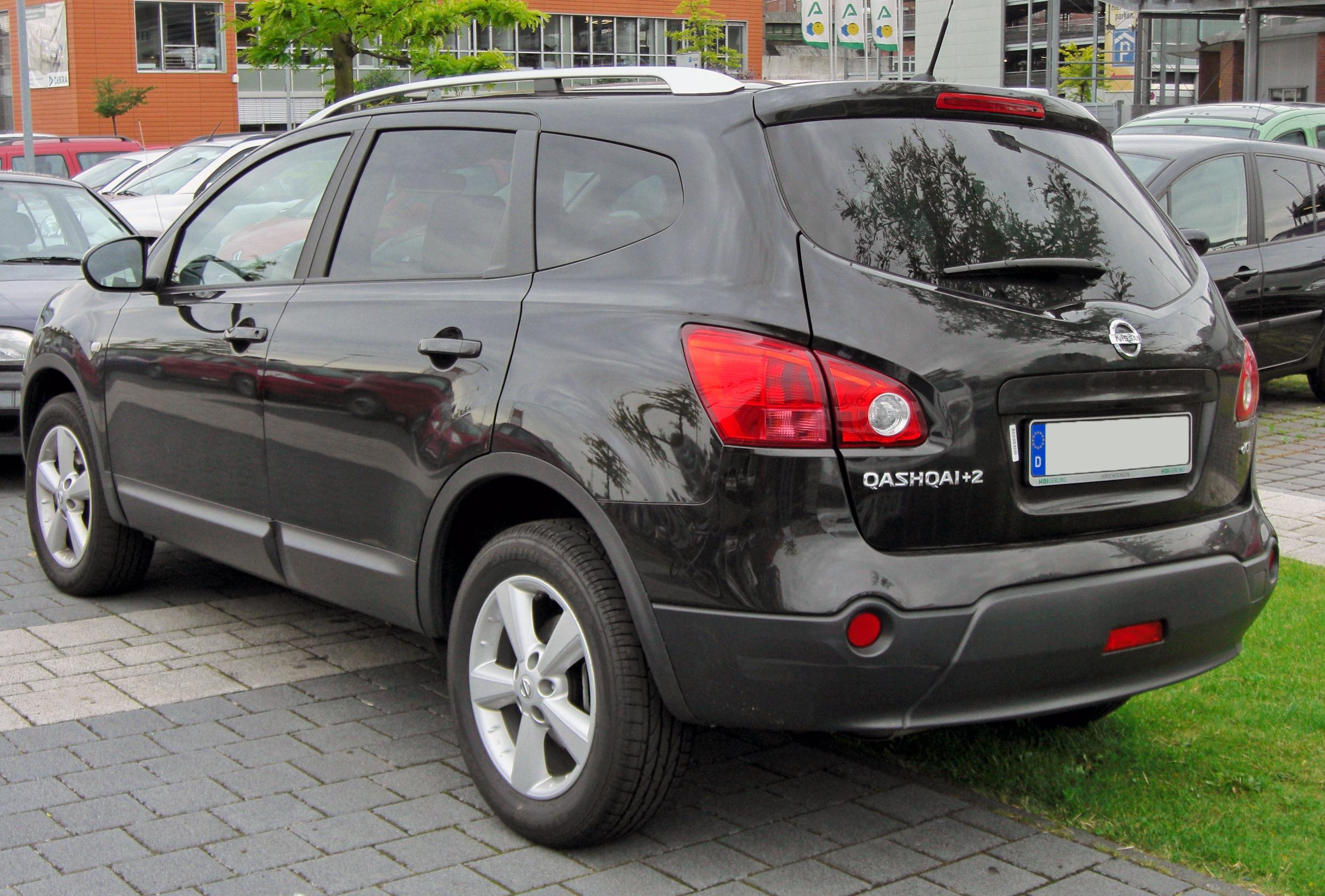